# Step on It!
Step on It! er en amerikansk stumfilm fra 1922 af Jack Conway.

## Medvirkende
- Hoot Gibson som Vic Collins
- Edith Yorke som Mrs Collins
- Frank Lanning som Pidge Walters
- Barbara Bedford som Lorraine Leighton
- Victor Potel som Noisy Johnson
- Gloria Davenport som Letty Mather